# 魏斯环形山
魏斯环形山（Weiss）是月球正面西南部的一座大撞击坑，位于云海的南缘，约形成于45.5-39.2亿年前的前酒海纪，其名称取自奥地利天文学家埃德蒙·魏斯（Edmund Weiss，1837年-1917年），1935年被国际天文学联合会批准接受。

## 描述
该陨坑东北毗邻赫西俄德陨石坑和皮塔屠斯环形山、东南偏南靠近维泽包尔环形山、希库斯陨石坑连接了它的西南壁，北面横亘着赫西俄德月溪，而往西则坐落着墨卡托断崖（Rupes Mercator）和疫沼。该陨坑中心月面坐标为31°46′S 19°35′E / 31.76°S 19.59°E，直径66.6公里，深度约1公里。
魏斯环形山的北侧坑壁已被淹没坑内的玄武质熔岩冲毁，形成了一条敞开的通道，而残存的南侧坑壁部分地区也已磨损，坑壁高出坑底0.8公里，平均较周边地形高1260米，内部容积约3800公里³。碗状的坑底平坦而无特色，靠近北侧残余边缘坐落了卫星坑"魏斯 E"。
该环形山坑内显示有来自东南方数百公里处-突出的第谷坑所发出的射纹系统。

## 卫星陨石坑
按惯例，最靠近魏斯环形山的卫星坑将在月图上以字母标注在它的中心点旁边。
| 魏斯 | 纬度    | 经度    | 直径    |
| ---- | ------- | ------- | ------- |
| A    | 30.5° S | 18.6° W | 4 公里  |
| B    | 31.2° S | 18.4° W | 10 公里 |
| D    | 30.7° S | 20.3° W | 9 公里  |
| E    | 31.1° S | 19.2° W | 17 公里 |

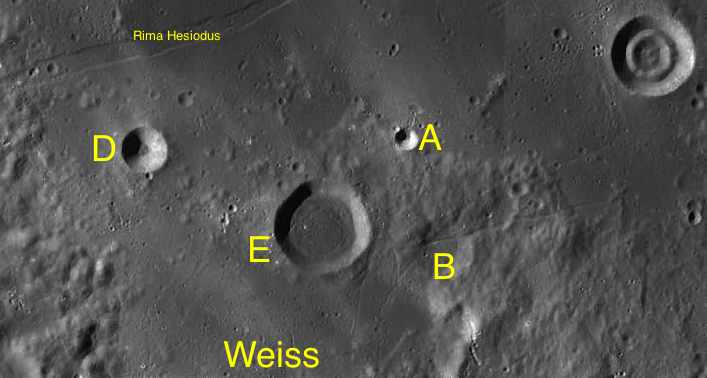
LAC-94 区域图

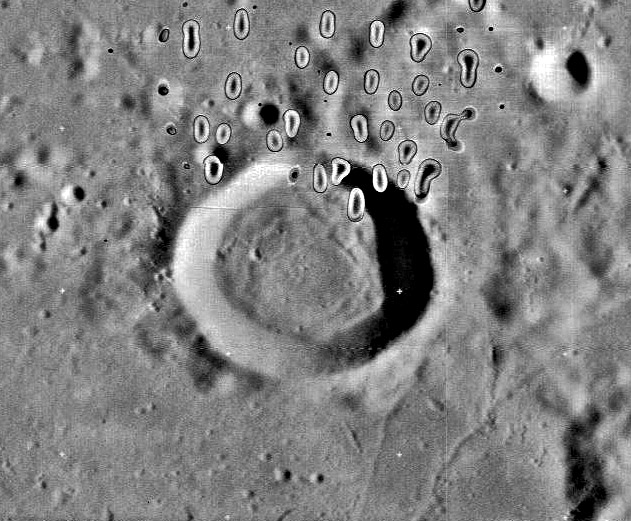
卫星坑"魏斯 E"的坑内，月球轨道器4号拍摄

- 卫星坑"魏斯 E"的坑底表面分布有沟壑系统(见右图)。

## 另请参阅
- Andersson, L. E.; Whitaker, E. A. . NASA RP-1097. 1982.
- Blue, Jennifer. . USGS. July 25, 2007  [2007-08-05]. （原始内容存档于2019-12-05）.
- Bussey, B.; Spudis, P. . New York: Cambridge University Press. 2004. ISBN 978-0-521-81528-4.
- Cocks, Elijah E.; Cocks, Josiah C. . Tudor Publishers. 1995. ISBN 978-0-936389-27-1.
- McDowell, Jonathan. . Jonathan's Space Report. July 15, 2007  [2007-10-24]. （原始内容存档于2019-06-21）.
- Menzel, D. H.; Minnaert, M.; Levin, B.; Dollfus, A.; Bell, B. . Space Science Reviews. 1971, 12 (2): 136–186. Bibcode:1971SSRv...12..136M. doi:10.1007/BF00171763.
- Moore, Patrick. . Sterling Publishing Co. 2001. ISBN 978-0-304-35469-6.
- Price, Fred W. . Cambridge University Press. 1988. ISBN 978-0-521-33500-3.
- Rükl, Antonín. . Kalmbach Books. 1990. ISBN 978-0-913135-17-4.
- Webb, Rev. T. W.  6th revised. Dover. 1962. ISBN 978-0-486-20917-3.
- Whitaker, Ewen A. . Cambridge University Press. 1999. ISBN 978-0-521-62248-6.
- Wlasuk, Peter T. . Springer. 2000. ISBN 978-1-85233-193-1.